# Hélène Abram
Pour les articles homonymes, voir Abram.
Hélène Abram, née le 16 avril 1973, est une réalisatrice française.

## Biographie
Hélène Abram est une ancienne élève de la Fémis (département Scénario, promotion 2002).
Ses courts métrages ont été présentés dans plusieurs festivals, notamment au festival international de films de femmes de Créteil et au festival Côté court de Pantin. Ils ont été diffusés sur Arte. Elle a également réalisé un documentaire sur la ville du Havre.

## Filmographie
- 1999 : Violette
- 2001 : Réminiscence avec Valérie Crunchant
- 2002 : Sans titre
- 2004 : La Reconstruction du Havre par Perret
- 2005 : Reconstitution
- 2005 : Hommage à Stockausen
- 2006 : J'étais la plus heureuse des mariées[3]
- 2010 : Si seulement
- 2014 : Vaudeville[4]

## Distinctions
- Pour Reconstitution
  - 2006 : 
    - Grand Prix expérimental, festival Côté court de Pantin
    - Mention spéciale Festival tous courts d'Aix en Provence
    - Grand Prix festival Songes d'une nuit DV

  - 2007 :
    - Grand Prix Doc'en courts (Lyon)
    - Prix meilleur premier film festival Paris tout court